# Haliclona cribrata
Haliclona cribrata är en svampdjursart som först beskrevs av Gustavo Pulitzer-Finali 1983.  Haliclona cribrata ingår i släktet Haliclona och familjen Chalinidae. Inga underarter finns listade i Catalogue of Life.